# Vittorio Provenza
Vittorio Provenza (Salerno, 13 novembre 1926 – 10 marzo 2005) è stato un politico italiano.

## Biografia
Laureato in matematica, svolse per molti anni la professione di insegnante a Salerno e fu socio fondatore dell'Associazione per la matematica applicata alle scienze economiche e sociali (AMASES).
Tra i principali esponenti della fazione dorotea della Democrazia Cristiana salernitana, venne eletto sindaco di Salerno nel marzo 1977, rimanendo in carica fino al marzo dell'anno successivo. Rimase in consiglio comunale e fu sindaco per un secondo mandato nel 1985. Il 26 maggio di quell'anno accolse papa Giovanni Paolo II in visita a Salerno. Dopo il 1990 si ritirò dalla politica attiva.
L'11 gennaio 1989 venne eletto presidente dell'Automobile Club Salerno, e riconfermato il 15 dicembre 1992.

## Vita privata
Coniugato con Giulia Messina, padre di Luigi (1955), avvocato, Nicola (1960), gastroenterologo e allenatore di calcio, entrambi impegnati in politica., di Rosa (1967), avvocato, e di Gennaro (1972), cardiologo.